# Bishop's Castle
Bishop's Castle este un oraș în comitatul Shropshire, regiunea West Midlands, Anglia. Orașul se află în districtul South Shropshire. 